# Парабельський район
Парабе́льський район (рос. Парабельский район) — адміністративна одиниця Томської області Російської Федерації.
Адміністративний центр — село Парабель.

## Населення
Населення району становить 12271 особа (2019; 12595 у 2010, 13533 у 2002).

## Адміністративно-територіальний поділ
На території району 5 сільських поселення:
| Поселення                          | Площа, км² | Населення, осіб (2002) | Населення, осіб (2010) | Населення, осіб (2019) | Центр        | Населені пункти |
| ---------------------------------- | ---------- | ---------------------- | ---------------------- | ---------------------- | ------------ | --------------- |
| Заводське сільське поселення       | -          | 1329                   | 1146                   | 1054                   | Заводський   | 7               |
| Наримське сільське поселення       | -          | 2573                   | 2106                   | 1791                   | Нарим        | 5               |
| Новосельцевське сільське поселення | -          | 976                    | 905                    | 824                    | Новосельцево | 7               |
| Парабельське сільське поселення    | -          | 7731                   | 7829                   | 8039                   | Парабель     | 9               |
| Старицинське сільське поселення    | -          | 924                    | 609                    | 526                    | Стариця      | 5               |

## Найбільші населені пункти
Населені пункти з чисельністю населення понад 1000 осіб:
| № | Населений пункт | Населення, осіб (2002) | Населення, осіб (2010) |
| - | --------------- | ---------------------- | ---------------------- |
| 1 | Парабель        | 6 209                  | 6 096                  |